# Миллионка
Миллио́нка (кит. трад. 百萬街, упр. 百万街, пиньинь bǎiwànjiē) — китайский квартал, существовавший во Владивостоке в конце XIX — первой половине XX века.

## История
Уже в 1860 году в порту Владивосток имелось две фанзы постоянно проживающих китайцев. В 1867 году в посёлке насчитывалось уже до 20 манзовских жилищ. Перенос во Владивосток управления главного командира портов Восточного океана (1871) и выделение города в отдельное военное губернаторство (1880) способствовали бурному росту его населения, в том числе и китайского. Однако синофобия русского населения и властей приводила к тому, что раз за разом поднимался вопрос об выселении китайцев в отдельные кварталы.
В сентябре 1875 года в связи с планами строительства нового городского рынка общественный староста М. К. Федоров впервые поднял перед администрацией Приморской области вопрос о выселении части китайцев в район Семеновского покоса (у пересечения Пограничной и Семеновской улиц).

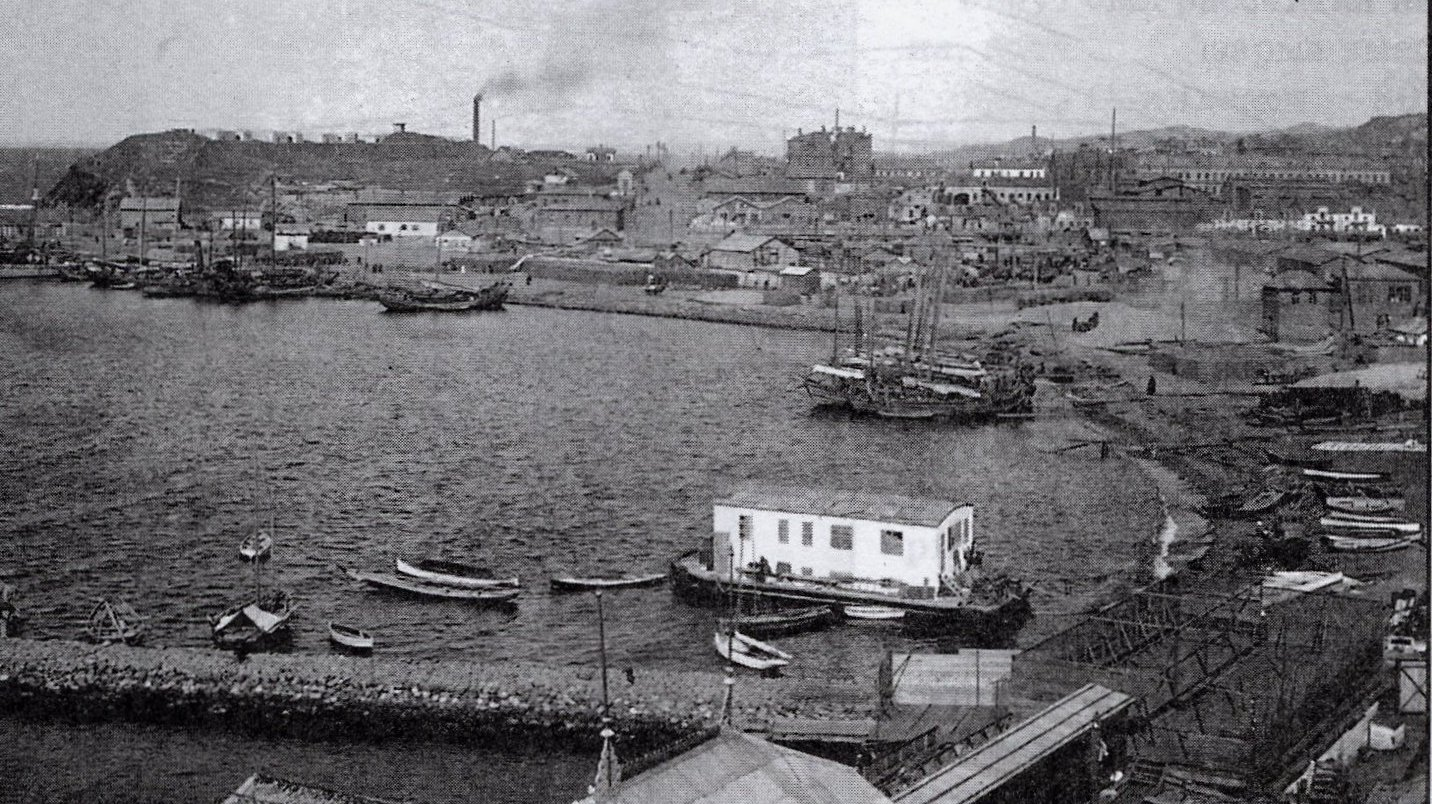
Вид на Семёновский ковш во Владивостоке с Тигровой сопки, начало XX века

В 1884 году численность владивостокских китайцев составляла 3909 человек. В этом году городской управой был выработан проект выселения китайцев в особый квартал на свободных городских участках, были утверждены условия сдачи в аренду участков в китайском квартале. Из-за сопротивления китайцев проект провалился. Вслед за этим по инициативе приамурского генерал-губернатора Андрея Корфа была создана комиссия для регулирования проживания китайцев в городах Приамурского края. Она решила запретить китайцам приобретать недвижимость в городской черте. Комиссия выработала правила, которые в 1886 году были утверждены генерал-губернатором, однако за неимением желающих взять на себя застройку китайских кварталов планы остались нереализованными. В 1886—1896 годах городские власти смогли выселить из городского центра лишь небольшую часть китайцев, которые переселились в Куперовскую падь (северная часть города).

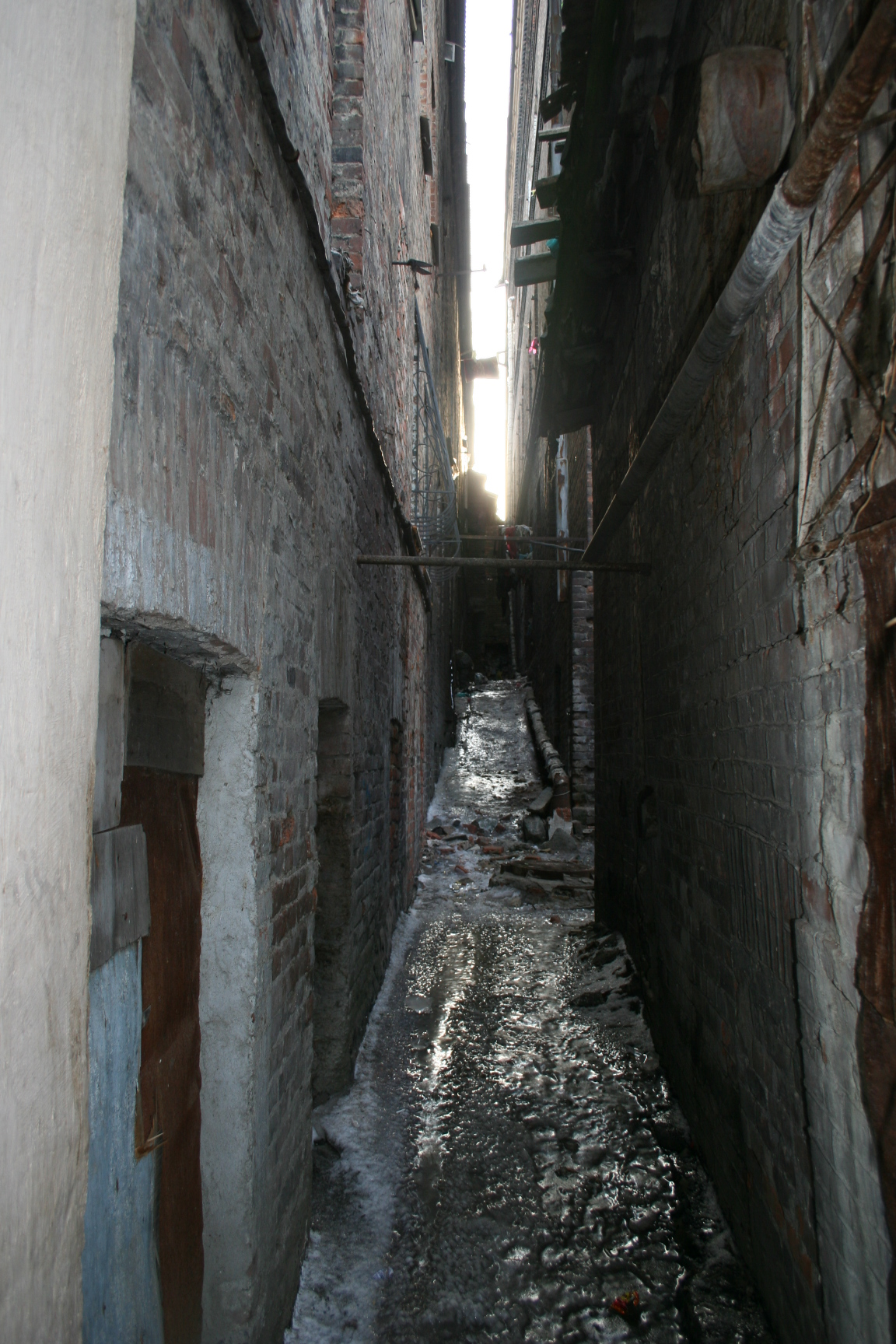
Один из проулков бывшей Миллионки на пути между улицей Адмирала Фокина и Семёновской (современный вид)

В 1897 году численность владивостокских китайцев составляла 5580 человек. Китайское население тяготело к Семеновскому ковшу (современная Спортивная гавань), где приставали каботажные джонки и действовал китайский базар. На прилегающих улицах в последние годы XIX века развернулось строительство жилых домов, предназначенных для сдачи китайцам. Участки, принадлежавшие российским подданным, застраивались как самими землевладельцами, так и китайскими купцами, получавшими их в долгосрочную аренду.
Подобные проекты выселения китайцев существовали и в других городах Приамурского генерал-губернаторства: Никольске-Уссурийском, Благовещенске, Хабаровске и Николаевске-на-Амуре. 11 (24) августа 1892 года в Благовещенске было издано постановление городской управы о выселении китайцев в особые места для жительства.
26 июля (8 августа) 1897 года аналогичное постановление появилось в Хабаровске. Эпидемия чумы, разразившаяся в Маньчжурии в конце 1890-х годов, стала поводом для активизации создания китайских кварталов. Власти Хабаровска обязали китайцев переселиться в новое место в срок до 1 (13) декабря 1897 года. При этом новосёлам предоставлялись налоговые льготы: в первый год они полностью освобождались от арендной платы, во второй — вносили четверть необходимой суммы, в третий — половину. Земля под огороды в первый год проживания отводилась бесплатно, а на второй — определялась решением городской Думы. В китайском квартале планировалось устроить новый базар. В европейской части города проживание разрешалось лишь китайцам, работающим в качестве домашней прислуги (не более 5 человек в одном домовладении), рабочим промышленных предприятий и сторожам городского рынка. Прочим китайцам не запрещалось заниматься торговлей и промыслами в европейских кварталах. Однако в Хабаровске к началу 1898 года в китайский квартал переселилось всего 5 семей, в других городах исполнение аналогичных постановлений также встретило сопротивление. В ответ на судебные постановления о выселении китайцы и русские владельцы земельных участков посылали жалобы в различные властные инстанции.
29 августа (11 сентября) 1899 года в Хабаровске вступило в силу постановление военного губернатора Приморской области Николая Чичагова, узаконившее решение городского самоуправления по поводу китайского квартала. На это решение выселяемые китайцы направили апелляцию в Сенат. Последний обратился за консультацией в МВД, которое признало право городов выселять китайцев в особые кварталы не иначе, как с разрешения императора. Приамурский генерал-губернатор Николай Гродеков представил императору обоснование, содержавшее постановления городских властей и докладные записки высших чинов генерал-губернаторства. 29 сентября (12 октября) 1902 года Николай II предоставил думам городов Дальнего Востока право ограничивать особыми кварталами проживание лиц азиатских национальностей. На этом основании были изданы акты муниципальных властей, предусматривавшие создание китайских кварталов: для Хабаровска и Никольска-Уссурийского — в 1902 году, для Николаевска — в 1903 году, для Владивостока — в 1906 году, и для Благовещенска — в 1910 году.
23 марта (5 апреля) 1906 года вышло постановление Владивостокской городской думы об отводе во Владивостоке отдельных кварталов для проживания китайского и корейского населения. Согласно ему было издано постановление № 20034 военного губернатора Приморской области. Несмотря на это, китайский квартал во Владивостоке тогда не был создан. Дело в том, что китайский квартал предполагалось разместить в северной части города, за Куперовской падью. Это решение вызвало противодействие коменданта Владивостокской крепости. Последний объяснял свою позицию наличием в этом районе военных объектов, видами командования крепости на землю, а также опасностью шпионажа со стороны водворяемых иностранцев. 
Выселение китайцев в восточные районы Владивостока началось в 1913 году, шло медленно и сопровождалось многочисленными конфликтами военных и гражданских властей.

## 1900-е годы
К концу 1910-х годов большинство владивостокских китайцев проживало в кварталах, ограниченных с запада Семеновским базаром и берегом Амурского залива, с юга — Светланской улицей, с востока — Алеутской улицей, а с севера — линией, проходившей от городской скотобойни (в районе современного спорткомплекса «Олимпийский») вдоль Последней улицы (современная Уткинская). Эта часть Владивостока была известна, как большая и малая Миллионка.

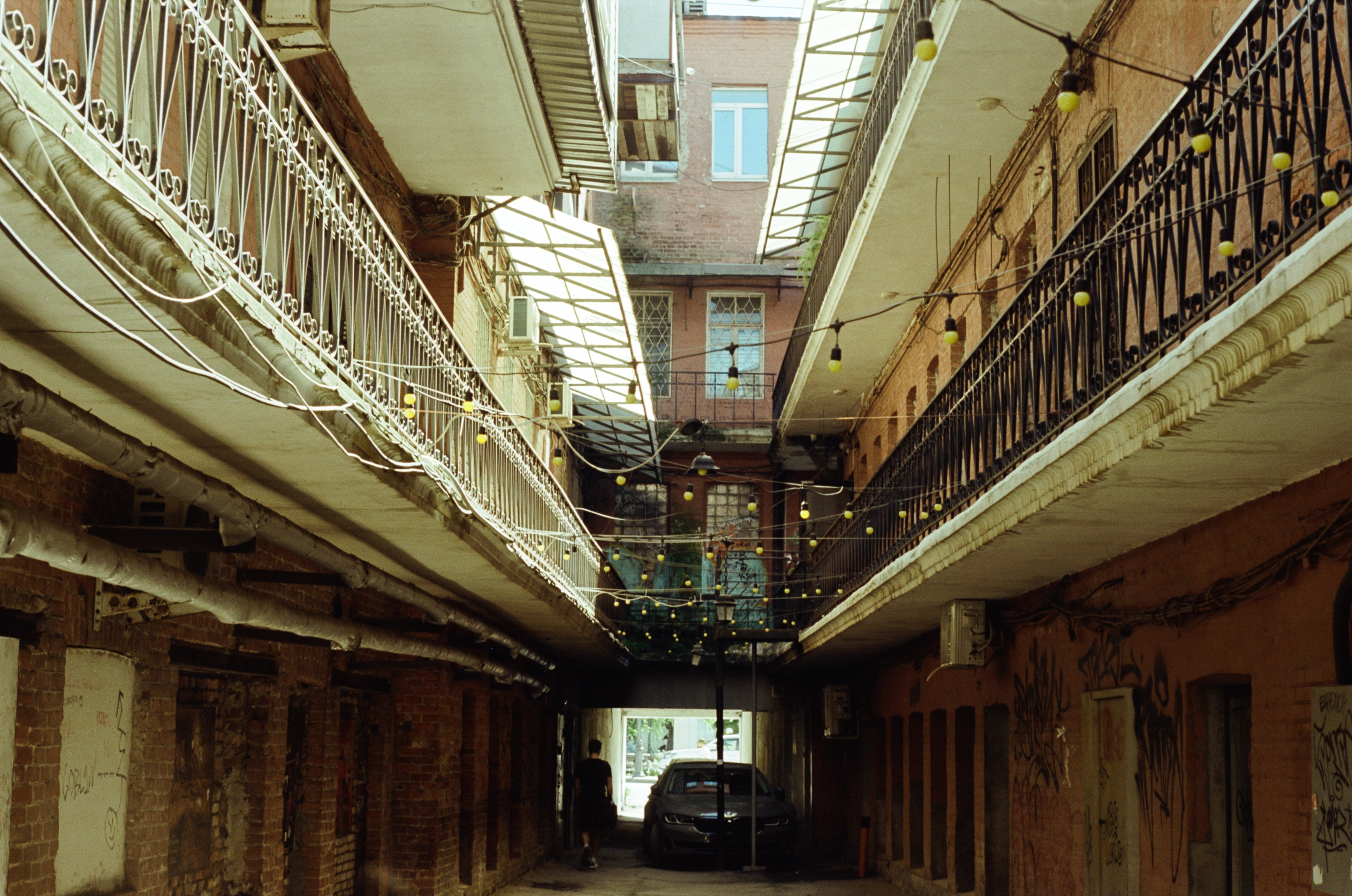
Один из дворов Миллионки, улица Адмирала Фокина, дом 5

В 1910 году в китайских кварталах проживало свыше 50 тысяч китайцев. Увеличению численности китайцев способствовала незаменимость их труда для экономики города и края. Накануне революции 1917 года Миллионка фактически представляла собой город в городе. Кроме китайцев, там проживали корейцы, евреи, представители кавказских национальностей, и другие. Её обитатели могли годами не посещать европейскую часть города, так как все необходимое для жизни и досуга имелось в наличии в самой Миллионке. Многочисленные проулки, проходные дворы и деревянные галереи, переброшенные над улицами, позволяли знающему человеку быстро пересекать целые кварталы. Кроме того, Миллионка являлась штаб-квартирой китайских объединений профессионального, делового и политического характера. В доме китайца Цая на Алеутской улице располагалось Главное владивостокское китайское торговое общество (кит. упр. 海参威华商总会, пиньинь Hǎishēn wēi huáshāng zǒng huì, палл. Хайшэньвэй хуашан цзунхуэй), имевшее филиалы в Никольске-Уссурийском, Спасске, Камень-Рыболове, Имане и Хабаровске. Председателем общества был богатый торговец Ма Шомо, владелец магазина и фирмы «Тунсунь».

## Ликвидация Миллионки
Миллионка пережила революцию, Гражданскую войну и интервенцию. При этом большинство китайских домовладельцев уехало в Маньчжурию, оставив недвижимость на попечение доверенных лиц. В середине 1920-х годов свертывание НЭПа вызвало постепенное сокращение численности китайского населения города. Если в 1926 году во Владивостокском округе насчитывалось 43,5 тысяч китайцев, то в 1929 году их число сократилось до 32,6 тысяч, а в 1932 году — до 16,6 тысяч человек. Однако советский режим считал китайцев политически неблагонадёжными, и в середине 1930-х годов было принято решение о насильственной ликвидации Миллионки, которую Приморское оперуправления НКВД СССР также считало центром японского шпионажа.

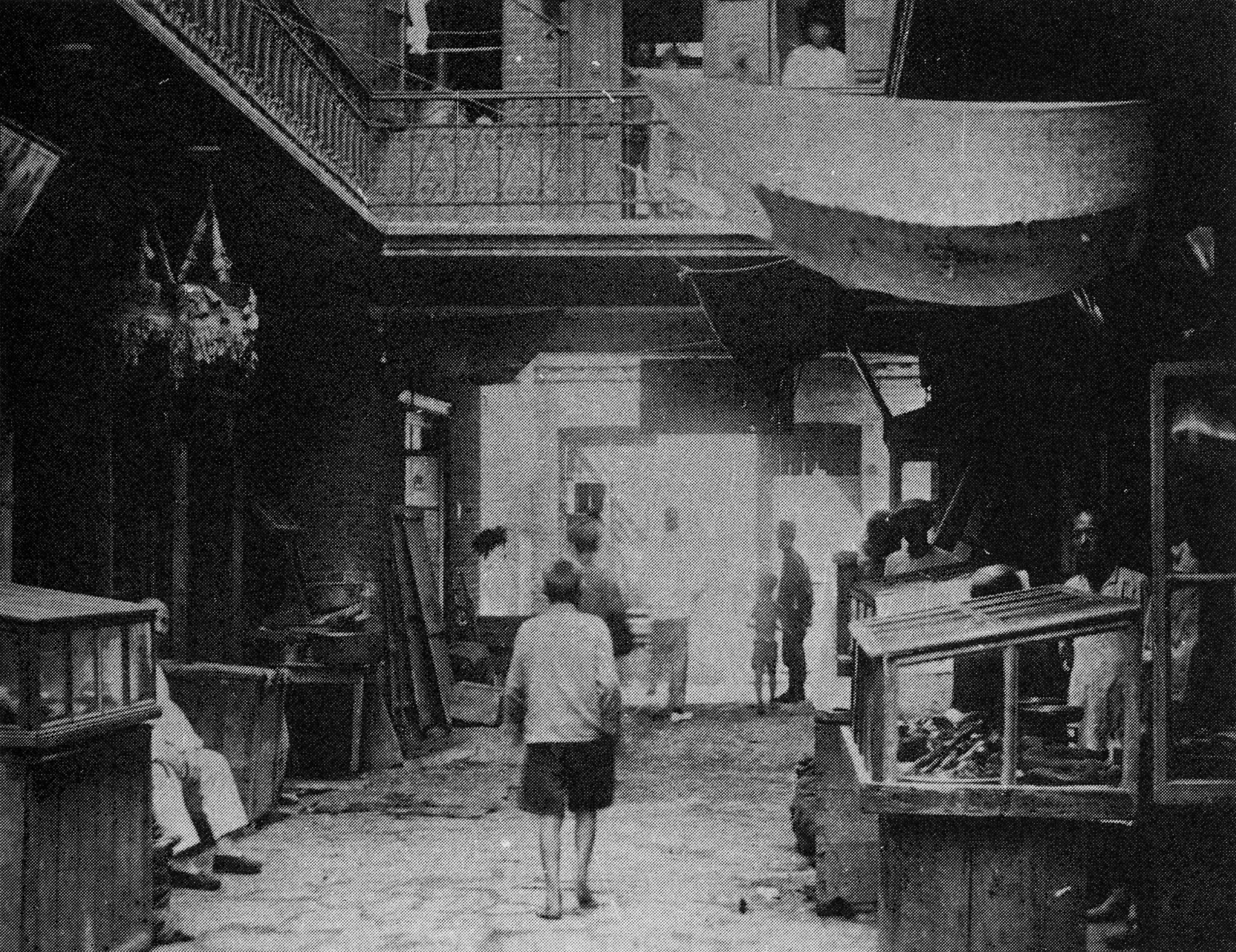
Двор одного из домов Миллионки, 1920-е годы

17 апреля 1936 г. Политбюро ЦК ВКП(б) приняло специальное постановление, гласившее: «…ликвидировать „Миллионку“ малыми порциями под тем или иным соусом в течение 4-5 месяцев, то есть к осени сего года». Объектом первых акций НКВД в мае 1936 года стали дом № 2 по Батарейной улице и № 5 по Пекинской улице (современная Адмирала Фокина). По итогам операции жители домов были задержаны, а сами дома переданы горадминистрации для последующей сдачи в аренду или использования советскими учреждениями. Первая акция НКВД вызвала многочисленные жалобы китайцев и протесты посольства Китайской Республики в Москве. В связи с этим вопрос о ликвидации китайского квартала 17 июня 1936 года вновь рассматривался на заседании Политбюро ЦК ВКП(б), которое рекомендовало органам госбезопасности соблюдать осторожность. В дальнейшем отмечались случаи, когда сотрудники НКВД, допустившие превышение полномочий в отношении китайцев, подвергались взысканиям. Всех обитателей ликвидируемой Миллионки, находившихся во Владивостоке на законных основаниях, было предписано обеспечить жилплощадью. Сроки ликвидации китайского квартала были оставлены без изменений.

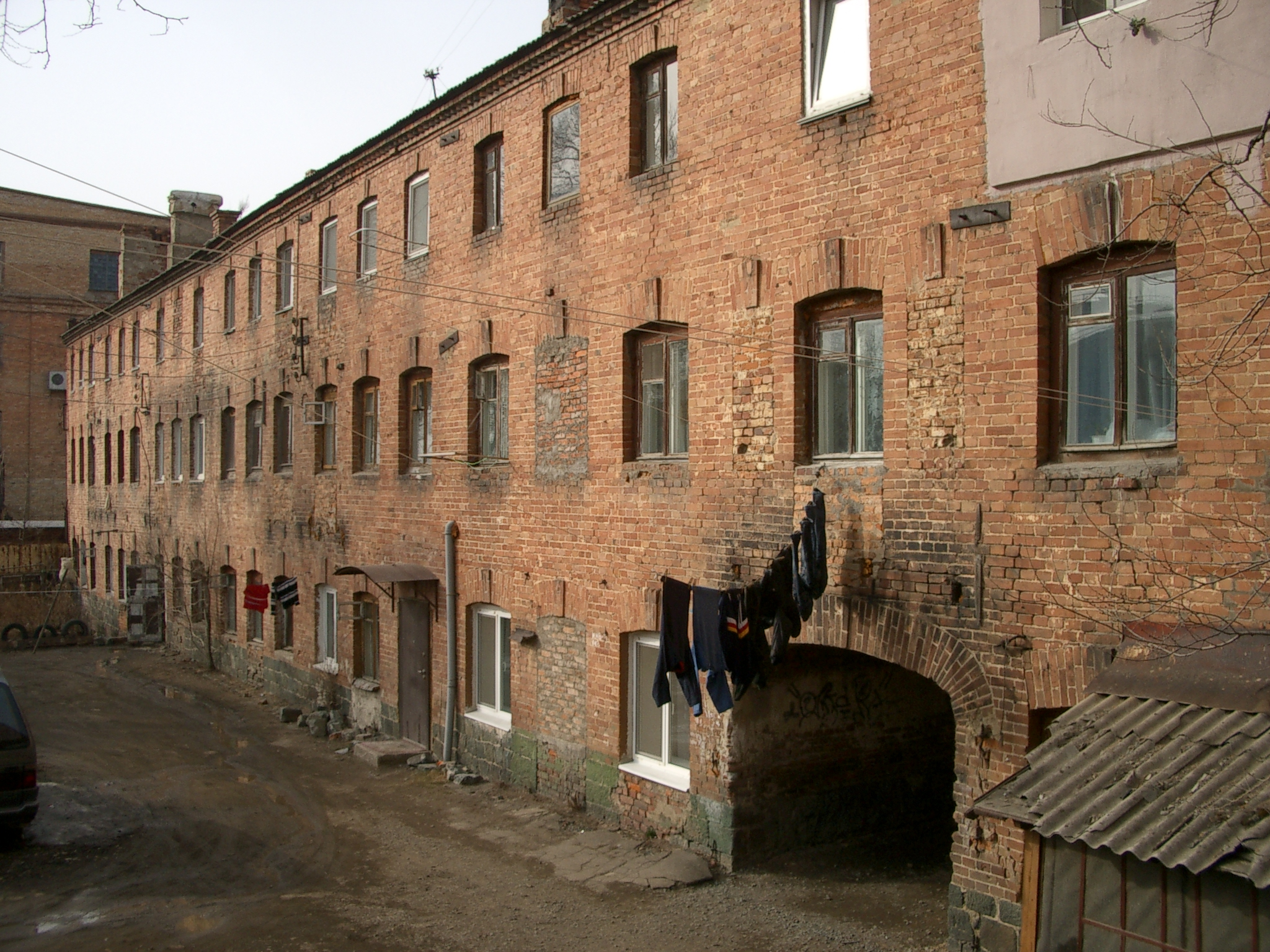
Дом Ли Ки Зина (Уткинская улица, 8) — один из первых адресов Миллионки, ликвидированных в 1936 году

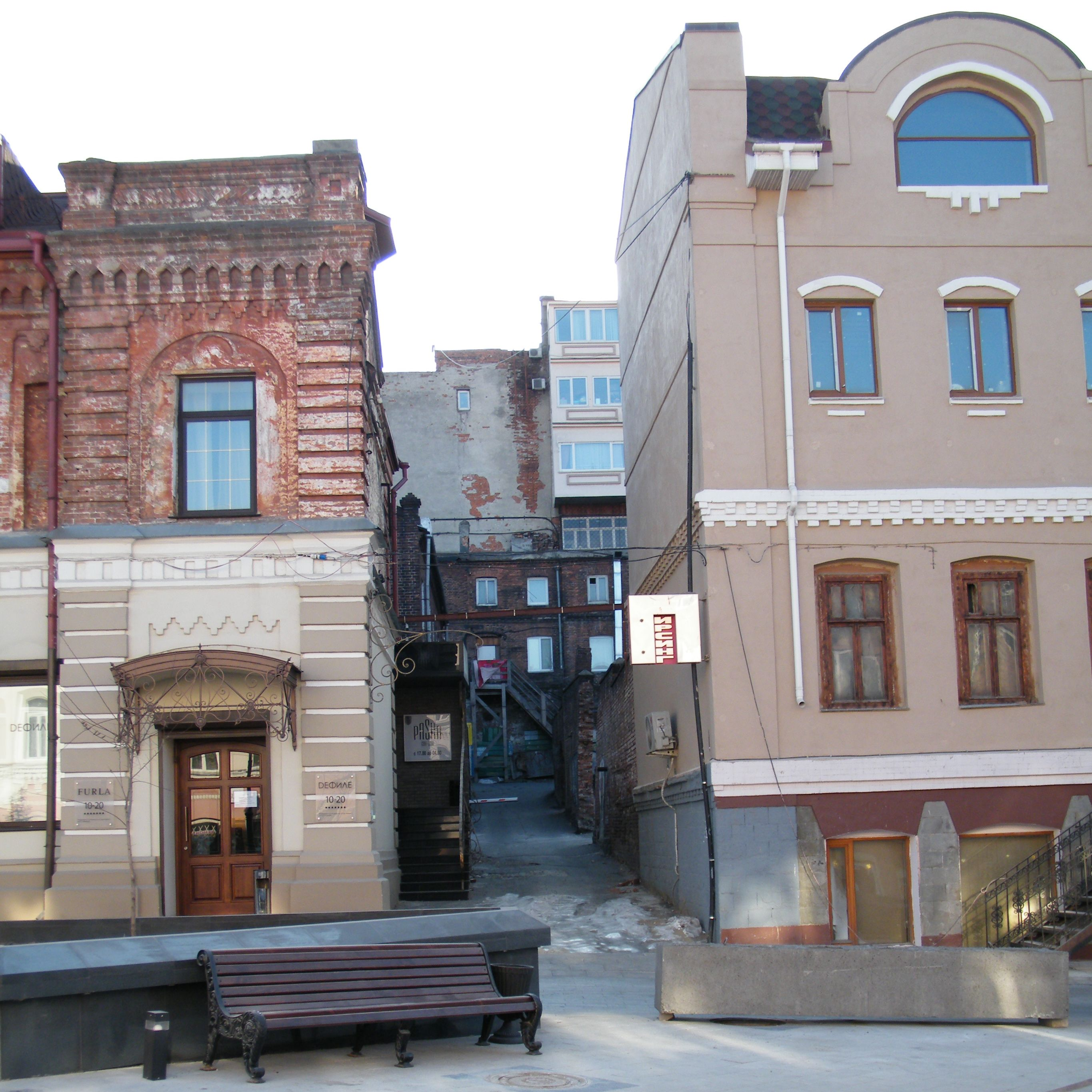
Вид на двор Миллионки со стороны улицы Адмирала Фокина

В декабре 1936 года руководитель Управления НКВД по Дальневосточному краю Яков Визель информировал секретаря Приморского областного комитета ВКП(б) Мякинена: «На сегодня ни большой, ни малой „Миллионок“ не существует. Все эти дома к данному времени в большей части отремонтированы и заняты служащими и рабочими организаций, арендовавших дома… За время с 1 января по 1 декабря 1936 г. выехали в Китай 4202 чел., в том числе до 1 мая — 672 чел. и с 1 мая, то есть с начала проведения опермероприятий по „Миллионке“, — 3682 чел.» . Таким образом, Миллионка прекратила своё существование, однако большое число китайцев, ранее населявших её дома, в течение нескольких последующих лет продолжали проживать в других районах Владивостока и в окрестностях города. Вытеснение китайцев из Приморья завершилось в 1938 году депортацией последних 11000 человек в Синьцзян, внутренние районы ДВК и Казахстан.

## Современность
В настоящее время кварталы владивостокской Миллионки сохранились в той же конфигурации, что и были в начале XX века, с учётом постепенного разрушения в ходе эксплуатации. Во многих домах Миллионки не предоставляются коммунальные услуги, в подъездах сохранились деревянные лестницы, двери и межэтажные перекрытия, а также деревянная кровля, износ которых весьма велик.
По мнению некоторых представителей владивостокской общественности, многочисленные уцелевшие фрагменты Миллионки могли бы стать экспонатами ландшафтного музея под открытым небом.

## Миллионка в культуре
- 1966 — Миллионка предстала в своём былом обличье в фильме «Пароль не нужен», поставленном по одноимённому роману Юлиана Семенова.[15]
- 1969 — ряд эпизодов телесериала «Сердце Бонивура» происходит в Миллионке.
- 1977 — Валентин Пикуль в романе «Богатство» сравнивает Миллионку с Хитровым рынком дореволюционной Москвы.
- 2006 — во Владивостоке начинает распространяться бесплатная газета «Миллионка»[16].
- 2008 — вышел исторический роман Александра Токовенко «Владивостокская Миллионка».
- 2010 — художник Павел Шугуров и группа мастерской 33+1 в центре города создали 7 бетонных барельефов «Обитатели Миллионки».[17]

Одна из первых организаций фанатов футбольного клуба «Луч-Энергия» носит название «Миллионка».

## Нижегородская Миллионка
В Нижнем Новгороде в конце XIX — начале XX века также существовал трущобный район под названием Миллионка (Миллиошка), располагавшийся между Волгой и кремлёвской стеной близ Ивановской башни. Знакомство с местными типами дало Максиму Горькому материал для создания пьесы «На дне».